# Iberoneta nasewoa
Genre
Espèce
Iberoneta nasewoa, unique représentant du genre Iberoneta, est une espèce d'araignées aranéomorphes de la famille des Linyphiidae.

## Distribution
Cette espèce est endémique d'Andalousie en Espagne,. Elle se rencontre dans une grotte de Benaoján dans la province de Malaga.

## Publication originale
- Deeleman-Reinhold, 1984 : Dutch biological and speleological exploration in Algeria. 3. Sur quelques Linyphiidae cavernicoles de la région méditerranéenne occidentale (Araneae). Revue Arachnologique, vol. 6, no 1, p. 37-48.